# Thomas J. Sargent
Thomas John "Tom" Sargent (sinh ngày 19 tháng 7 năm 1943) là một học giả kinh tế người Mỹ, nhân vật then chốt của trường phái kinh tế học vĩ mô cổ điển mới. Chuyên ngành của ông là kinh tế học vĩ mô, kinh tế học tiền tệ và kinh tế lượng [[chuỗi thời gian. Thomas J. Sargent và nhà kinh tế học người Mỹ Christopher A. Sims cùng được trao giải Nobel Kinh tế năm 2011.
Sargent là một trong những người đã dẫn dắt "cuộc cách mạng kỳ vọng duy lý" - thứ lý luận cho rằng các nhà lập chính sách không thể nào thao túng một cách có hệ thống nền kinh tế bằng những điều chỉnh chính sách có thể dự đoán. Tiền đề của lý luận này là các chủ thể kinh tế sẽ dự đoán những điều chỉnh chính sách của chính phủ trong tương lai. Sargent đã có đóng góp quan trọng vào lý luận này bằng cách áp dụng các kỹ thuật toán vào mô hình kinh tế lượng để đo lường các dự báo kiểu như thế.
Cùng với Neil Wallace, Sargent đã phát triển lý luận về đặc tính ổn định của tập hợp điểm yên ngựa của cân bằng kỳ vọng duy lý. Tại thời điểm năm 2011, ông đứng thứ mười bảy trong số các nhà kinh tế được trích dẫn nhiều nhất thế giới.
Sargent có bằng cử nhâṇ tại Đại học California, Berkeley vào năm 1964, được trao giải sinh viên xuất sắc nhất trường năm 1964. Ông có bằng tiến sĩ của Harvard vào năm 1968. Ông giảng dạy tại các trường Đại học Pennsylvania (1970-1971), Đại học Minnesota (1971-1987), Đại học Chicago (1991-1998), Đại học Stanford (1998-2002) và Đại học Princeton (2009), và hiện đang Giáo sư Berkley Kinh tế và Kinh doanh tại Đại học New York. Ông là hội viên của Hội Toán kinh tế từ năm 1976. Năm 1983, Sargent đã được bầu là viện sĩ Viện Hàn lâm Khoa học tự nhiên và Khoa học xã hội. Ông từng là nghiên cứu viên chính tại Viện Hoover của Đại học Stanford từ năm 1987.

## Tại sao Thomas Sargent được giải Nobel
Nền kinh tế liên tục chịu tác động của những sự kiện không thể lường trước. Giá dầu bất ngờ tăng, Ngân hàng Trung ương thay đổi lãi suất, hay tiêu dùng đột ngột giảm. Những sự kiện không lường trước ấy thường được gọi là những "cú sốc". Nền kinh tế cũng chịu tác động của những thay đổi dài hạn hơn, ví dụ như thay đổi chính sách tiền tệ theo hướng kiềm chế lạm phát hay thay đổi chính sách tài khóa theo hướng thắt chắt ngân sách.Một trong những nhiệm vụ chính của nghiên cứu kinh tế vĩ mô là tìm hiểu xem những cú sốc và những thay đổi chính sách mang tính hệ thống ấy ảnh hưởng ra sao tới các biến số vĩ mô trong cả ngắn và dài hạn. Nghiên cứu của Sargent đã có đóng góp vô cùng quý báu cho nhiệm vụ này. Sargent giúp chúng ta hiểu ảnh hưởng của những thay đổi chính sách mang tính hệ thống.
Khó nắm rõ cơ chế vận hành của nền kinh tế một phần là bởi những mối quan hệ tương hỗ. Chính sách tác động tới phát triển kinh tế hay phát triển kinh tế tác động tới chính sách? Sự mơ hồ này một phần là do cả hai khu vực công và tư đều có những dự đoán của riêng mình về tương lai. "Kỳ vọng" của khu vực tư nhân về chính sách tương lai ảnh hưởng tới quyết định trong hiện tại của họ về lương, giá và đầu tư; trong khi chính sách kinh tế lại được ban hành dựa trên những "kỳ vọng" về sự phát triển của khu vực tư.
Một minh chứng tiêu biểu cho mối quan hệ hai mặt này là quá trình phát triển kinh tế vào đầu những năm 1980, khi nhiều nước thay đổi chính sách để đối phó với lạm phát. Họ thay đổi chủ yếu là để phản ứng lại các sự kiện kinh tế trong thập niên 1970, khi lạm phát tăng do giá dầu cao và tăng trưởng năng suất thấp. Kết quả là khó mà xác định rõ được những biến chuyển sau đó của nền kinh tế là do thay đổi chính sách hay do những yếu tố nội tại nằm ngoài tầm kiểm soát của chính sách tài khóa tiền tệ.
Một cách nghiên cứu tác động của chính sách kinh tế là tiến hành thử nghiệm có kiểm soát. Tuy vậy, thực tế thì không thể gắn một chính sách kinh tế ngẫu nhiên nào đó cho một quốc gia được. Vì thế nghiên cứu kinh tế vĩ mô buộc phải sử dụng dữ liệu lịch sử. Cống hiến quan trọng nhất của Sargent là ông cho thấy thực tế có thể sử dụng dữ liệu lịch sử để phân tích mối quan hệ nhân quả trong kinh tế vĩ mô, cho dù đó có là mối quan hệ hai mặt.
Có nhiều lý do để cho rằng bất ngờ thay đổi chính sách kinh tế có nhiều ảnh hưởng hơn so với những gì người ta dự đoán. Tuy vậy, kết quả của một chính sách được kỳ vọng trước và một chính sách bất ngờ là khác nhau. Thay đổi lãi suất hay thuế suất không giống như một "cú sốc" vì ít nhất người ta đã lường trước được việc này.
Sargent nghiên cứu phương pháp sử dụng dữ liệu lịch sử để tìm hiểu chính sách kinh tế thay đổi một cách có hệ thống ảnh hưởng thế nào tới nền kinh tế.
Nếu chính sách tiền tệ tuân theo Quy tắc Taylor một cách có hệ thống (tức lãi suất phản ứng lại thay đổi lạm phát và chu kỳ kinh doanh) thì điều gì sẽ xảy ra với kinh tế vĩ mô? Hay nếu NHTW được trao nhiệm vụ duy trì lạm phát ở mức gần 2% thì sao? Phân tích của Sargent tìm hiểu tác động của những chính sách mang tính hệ thống như thế cũng như hậu quả khi thay đổi chúng. "Kỳ vọng" là một phần không thể thiếu trong cách tiếp cận của ông.
Liệu có thể cho rằng kinh tế biến chuyển là nhờ thay đổi chính sách kinh tế? Hay chính những sự thay đổi ấy lại phụ thuộc vào những thăng trầm của toàn nền kinh tế? Sargent đã tìm hiểu những vấn đề trên sử dụng phương pháp ba bước.
Đầu tiên ông phát triển một mô hình cơ cấu kinh tế vĩ mô, tức dùng toán học để mô tả chính xác toàn nền kinh tế. Rất nhiều thông số quyết định mối quan hệ giữa các biến khác nhau đã được đưa vào mô hình. Ví dụ như nếu chúng ta biết tổng cầu hàng hóa dịch vụ chịu tác động của kỳ vọng lãi suất thực, thì mối quan hệ ấy cũng được đưa vào mô hình.
Các thông số quyết định các mối quan hệ cơ bản như thế sẽ không bị ảnh hưởng khi chính sách kinh tế thay đổi (bao gồm thông số ưu tiên, thể hiện việc cá nhân lựa chọn giữa tiết kiệm và chi tiêu phụ thuộc tới đâu vào lãi suất và thu nhập).
Bước thứ hai là giải mô hình toán trên. Phương pháp của Sargent tập trung vào kỳ vọng đối với các biến số vĩ mô. Ví dụ như kỳ vọng lạm phát tương lai có bị ảnh hưởng do thay đổi chính sách kinh tế? Một điều kiện tiên quyết để giải được mô hình này là kỳ vọng lạm phát của cá nhân trong mô hình phải tương ứng với dự báo lạm phát của chính mô hình đó. Tuy vậy, điều kiện ấy nói thì dễ hơn làm, và bước thứ hai trong phân tích của Sargent chứng tỏ có thể tìm ra lời giải.
Bước thứ ba hoàn toàn chỉ là thống kê. Ông sử dụng dữ liệu lịch sử để ước lượng các thông số cơ bản không thay đổi khi chính sách thay đổi. Để đơn giản hóa, ông chọn các giá trị thông số sao cho mô hình mô tả các sự kiện lịch sử càng chính xác càng tốt. Nhờ đó, ông có được các giá trị thông số tượng trưng cho cơ cấu kinh tế. Sau đó mô hình hoàn chỉnh có thể được dùng làm "phòng thí nghiệm" để nghiên cứu tác động của các thực nghiệm giả thuyết khác nhau, ví dụ như thay đổi chính sách tiền tệ.
Trong một loạt các bài viết vào thập kỷ 70, Sargent cho thấy mô hình cơ cấu kinh tế vĩ mô có thể được xây dựng, tìm ra lời giải và ước lượng. Phương pháp của ông đặc biệt hữu dụng trong phân tích chính sách kinh tế, và còn nhiều ứng dụng trên các lĩnh vực nghiên cứu kinh tế và kinh tế lượng vĩ mô khác.
Một số đóng góp của Sargent chỉ là về phương pháp, cho dù ông đã ứng dụng các phương pháp mới vào các nghiên cứu thực chứng giàu ảnh hưởng. Ví dụ như ông đã phân tích dữ liệu siêu lạm phát ở nhiều nước châu Âu. Ông cũng nghiên cứu các sự kiện trong thập niên 70 trong đó nhiều nước ban đầu thi hành chính sách lạm phát cao (để thúc đẩy tăng trưởng) rồi lại trở về với lạm phát thấp.
Sargent chứng minh rằng kỳ vọng của công chúng cũng như hiểu biết của NHTW về lạm phát đều được hình thành một cách dần dần. Điều đó giải thích vì sao lạm phát giảm lại mất nhiều thời gian đến thế.